# Aghla More
Aghla More (irl.  Eachla Mór) – góra w  hrabstwie Donegal, w Irlandii. Jej szczyt ma wysokość 584 metrów (1916 stóp).

## Położenie
Góra jest trzecią najbardziej wysuniętą na południe i czwartą najwyższą w łańcuchu górskim, jedną z siedmiu sióstr, Seven Sisters. Siedem sióstr, to Muckish, Crocknalaragagh, Ardloughnabrackbaddy, Errigal, Mackoght, Aghla Beg i Aghla More. Siedem sióstr należy do gór Derryveagh.